# Shay Laren
Shay Laren (Columbus, 31 dicembre 1985) è una modella, ex attrice pornografica e fotomodella statunitense.
Ha posato per diverse pubblicazioni per adulti come Penthouse, Danni, Twistys e Aziani. È stata scelta dalla rivista Penthouse come Pet of the Month nel giugno 2006, Twistys Treat of the month nel mese di settembre 2006 e Dannigirl nel dicembre 2007.

## Biografia
Shay Laren è la maggiore di quattro figli e viene partorita dalla madre in giovane età a Fort Benning, base militare vicino a Columbus, in Georgia. Il padre é un militare che nel corso della sua carriera presta servizio in diverse basi militari statunitensi sparse per il mondo. A causa della professione del padre, Shay ha vissuto in otto diversi paesi, tra cui la Germania, dove ha frequentato le scuole superiori. Successivamente Shay torna negli Stati Uniti, dove nel 2004, a 18 anni si sposa ma divorzia l'anno seguente. Ha iniziato a posare senza veli grazie all'amica e vicina di casa Crystal Klein, giá modella di Penthouse, che la convince a fare un servizio fotografico. Nel 2010 Shay Laren ha raggiunto la posizione n° 32 sul sito Freeones.com. Prima di iniziare a fare la modella ha lavorato in una boutique.

## Riconoscimenti
- Penthouse Pet of the Month, giugno 2006[6]
- Twistys Treat of the month, settembre 2006[7]
- Dannigirl, dicembre 2007

## Filmografia
- Alluring Wrapped Captives (FM Concepts)2006
- Bound and Gagged Costume Girls (FM Concepts)2006
- Shay's Seductive Striptease (twistysnetwork.com)2006
- She Cleans Better Naked (twistysnetwork.com)2006
- Stripped, Silenced and Helpless (FM Concepts)2006
- ATK Galleria 2: Amateur Hotties (Kick Ass Pictures)2007
- Bared, Bound and Tickled All Over (FM Concepts)2007
- Company Policy (Peach)2007
- Hogtied Businesswomen (FM Concepts)2007
- Hollywood Hills Fantasies (Peach)2007
- Jana Cova in Blue (Digital Playground)2007
- Lesbionage 2 (Peach)2007
- Let's See You Get Loose Now, Honey (FM Concepts)2007
- Look Of Passion (Peach)2007
- Natural Wonders (Peach)2007
- Pair in Peril (FM Concepts)2007
- Passion Of Fashion (Peach)2007
- Screen Dreams 1 (Adam & Eve)2007
- Sinister Surprises for Hapless Heroines (FM Concepts)2007
- Sophia Santi: Scream (Digital Playground)2007
- Spanksgiving 3: Return Of The Spank (Danni Ashe)2007
- Spicy Naked Bondage Encounters (FM Concepts)2007
- Stacked by the Pool (twistysnetwork.com)2007
- Sweet Sexy Shay Laren (twistysnetwork.com)2007
- They Can't Make Trouble If They're Tied Up and Gagged (FM Concepts)2007
- Ultimate Nylon 14: Shay Shay La Femme (Bob's Video)2007
- Wrapped-Up for the Holidays (FM Concepts)2007
- Arousing Scenes of Chloro Treachery (FM Concepts)2008
- Cum Play With Shay (twistysnetwork.com)2008
- Don't Mess with Dangerous Diva (FM Concepts)2008
- Dream Sessions 1 (Digital Desire)2008
- Dream Sessions 2 (Digital Desire)2008
- Girl Crush (Peach)2008
- Premium Label 1 (Peach)2008
- Screen Dreams 2 (Adam & Eve)2008
- Sex Thief (Peach)2008
- Ultimate Nylon 15: Nylon Queens (Bob's Video)2008
- Boobs and Blitzes (Peach)2009
- Boobs and Brews (Peach)2009
- Bra Busters (Peach)2009
- Devious Distractions (Peach)2009
- Dream Reel 3 (Digital Desire)2009
- Girlfriends With Benefits (Peach)2009
- Girls Of Peach 1 (Peach)2009
- Peach All Stars 2 (Peach)2009
- Magician's Assistant and Abducted Secretary (FM Concepts)2010
- How to Get Kidnapped (FM Concepts)2011
- In Bed with Shay (cherrypimps.com)2011
- Jessie Rogers: Unbreakable (Wicked Pictures)2012
- Lesbian Voyeur (Girl Candy Films)2012
- Police Cadet Caper (FM Concepts)2012
- Shay Laren Live (cherrypimps.com)2012
- Shay Laren Solo (cherrypimps.com)2012
- Lesbian Voyeur 2: Wet Kisses (AEBN)2013
- Shay Laren Live (cherrypimps.com)2013
- Shay Laren Solo (cherrypimps.com)2013
- Foot Worshippers Welcome (Exile Distribution)2014
- Shay Laren Solo (cherrypimps.com)2014
- Best Tits In The Biz (Wicked Pictures)2017